# 島鼠屬
島鼠屬（Canariomys），哺乳綱、囓齒目、鼠科的一屬，而與島鼠屬（島鼠）同科的動物尚有呂宋鼠屬（灰呂宋鼠）、呂宋鼩鼠屬（呂宋鼩鼠）、丘鼠屬（尾丘鼠）、穹鼠屬（穹鼠）等之數種哺乳動物。这个物种居住在加那利群岛，现已灭绝。
目前两个品种予以确认：
- 特內里費巨鼠。
- 大加那利巨鼠（英语：Gran Canaria giant rat）。